# Medaliści mistrzostw świata w kolarstwie BMX - Cruiser
Lista medalistów i medalistek mistrzostw świata w kolarstwie BMX w konkurencji cruiser.

## Kobiety
| Rok i miejsce              | Złoto                 | Srebro            | Brąz              |
| -------------------------- | --------------------- | ----------------- | ----------------- |
| 2006 São Paulo, Brazylia   | Laëtitia Le Corguillé | Samantha Cools    | María Belén Dutto |
| 2007 Victoria, Kanada      | Sarah Walker          | Aneta Hladíková   | Amélie Despeaux   |
| 2008 Taiyuan, Chiny        | Magalie Pottier       | Amélie Despeaux   | Sarah Walker      |
| 2009 Adelaide, Australia   | Sarah Walker          | Manon Valentino   | Vilma Rimšaitė    |
| 2010 Pietermaritzburg, RPA | Mariana Pajón         | Romana Labounková | Vilma Rimšaitė    |

## Mężczyźni
| Rok i miejsce                  | Złoto              | Srebro             | Brąz               |
| ------------------------------ | ------------------ | ------------------ | ------------------ |
| 1996 Brighton, Wielka Brytania | Jamie Staff        | Jason Richardson   | Florent Boutte     |
| 1997 Saskatoon, Kanada         | Christophe Lévêque | Neal Wood          | Dale Holmes        |
| 1998 Melbourne, Australia      | Christophe Lévêque | Dale Holmes        | Matt Hadan         |
| 1999 Adelaide, Australia       | Christophe Lévêque | Thomas Allier      | Jason Richardson   |
| 2000 Córdoba, Argentyna        | Mario Andrés Soto  | Randy Stumpfhauser | Steve Veltman      |
| 2001 Louisville, USA           | Christophe Lévêque | Dale Holmes        | Randy Stumpfhauser |
| 2002 Paulínia, Brazylia        | Randy Stumpfhauser | Christian Becerine | Michal Prokop      |
| 2003 Perth, Australia          | Randy Stumpfhauser | Michal Prokop      | Luke Madill        |
| 2004 Valkenswaard, Holandia    | Randy Stumpfhauser | Jason Richardson   | Christian Becerine |
| 2005 Paryż, Francja            | Randy Stumpfhauser | Kelvin Batey       | Bjorn Wijnants     |
| 2006 São Paulo, Brazylia       | Donny Robinson     | Danny Caluag       | Damien Godet       |
| 2007 Victoria, Kanada          | Jonathan Suárez    | Danny Caluag       | Kelvin Batey       |
| 2008 Taiyuan, Chiny            | Thomas Hamon       | Manuel De Vecchi   | Jonathan Suárez    |
| 2009 Adelaide, Australia       | Ivo van der Putten | Sander Bisseling   | Vincent Pelluard   |
| 2010 Pietermaritzburg, RPA     | Renato Rezende     | Andrés Jiménez     | Carlos Oquendo     |